# Helmuth Maier
Helmuth Maier (* 8. Mai 1892 in Hohenheim (Stuttgart); † 22. August 1976 in Nürtingen) war ein deutscher Landrat und Genealoge.

## Leben
Als Sohn des Oberamtmanns Wilhelm Friedrich Maier geboren, studierte er nach dem Besuch der Elementarschule in Heilbronn und der Gymnasien in Ulm und Esslingen sowie seiner Zeit als Hospitant am Evangelisch-Theologischen Seminar in Urach Rechtswissenschaften in Tübingen. Während seines Studiums wurde er 1910 Mitglied der Verbindung Normannia Tübingen. 1914 war er Kriegsfreiwilliger im Infanterie-Regiment „Kaiser Wilhelm, König von Preußen“ (2. Württembergisches) Nr. 120 und später beim Feldartillerie-Regiment „König Karl“ (1. Württembergisches) Nr. 13 in Ulm sowie beim Ersatz-Feldartillerie-Regiment Nr. 65, mit dem er unter anderem an der Schlacht um Verdun und an der Schlacht an der Somme teilnahm. Er erhielt das Eiserne Kreuz II. Klasse und das Ritterkreuz des Friedrichs-Ordens mit Schwertern. 1918 erlitt er eine schwere Verwundung, was für ihn den Ersten Weltkrieg beendete.
Nach Examen und zum Ende seines Referendariats wurde er 1920 stellvertretender Amtsanwalt in Göppingen und 1921 Stellvertretender Amtmann am Oberamt Nürtingen sowie 1922 am Oberamt Laupheim. 1923 ging er als Amtmann und Regierungsrat ans Oberamt Oberndorf. Von 1923 bis 1929 war er mehrfach Amtsverweser am Oberamt Sulz, dann von November 1929 bis August 1935 Oberamtsverweser am Oberamt Spaichingen, wo wegen vorgesehener Auflösung des Oberamts keine planmäßige Ernennung zum Landrat erfolgte. Zum 1. Mai 1933 trat er der NSDAP (Mitgliedsnummer 3.144.980) und zum 18. September desselben Jahres dem NSKK bei. Von 1933 bis 1945 war er Mitglied des NS-Rechtswahrerbundes, außerdem 1935 Beisitzer beim Kreisgericht Spaichingen und Vorsitzender der Bezirkspflegschaft Spaichingen des Württembergischen Landesamts für Denkmalpflege.
Im August 1935 wechselte er vom Landratsamt Spaichingen zum Landratsamt Nürtingen und war auch dort zunächst Amtsverweser, bevor er im Dezember 1935 zum Landrat des Landkreises Nürtingen ernannt wurde. In seine Amtszeit als Nürtinger Landrat fiel dann unter anderem die Kreisreform zum 1. Oktober 1938, bei der auch der benachbarte Kreis Kirchheim aufgelöst und weitgehend dem Landkreis Nürtingen zugeschlagen wurde. Ehrenamtlich war Helmuth Maier von 1938 bis 1945 Kreisführer des DRK-Kreisverbands Nürtingen-Kirchheim.
Am 23. April 1945 wurde er vom Sicherheitsdienst der amerikanischen Militärregierung verhaftet und interniert. Anschließend kehrte er nicht mehr in den öffentlichen Dienst zurück. Der Ruhestand bot Maier die Gelegenheit, sich noch intensiver als schon zuvor, nun auch gewerblich, der Familienforschung zu widmen. Außerdem war Maier ein aktives Mitglied der Ortsgruppe Nürtingen des Schwäbischen Heimatbundes und ab 1948 beratendes Mitglied der Bezirkspflegschaft Nürtingen des Württembergischen Landesamts für Denkmalpflege.

## Schaffen
Sein genealogischer Beitrag im Heimatbuch des Kreises Nürtingen (1953) und die Darstellung der eingesessenen Sindelfinger Familien mit 188 Stammfolgen von 1500 bis 1950 (1962) waren in ihrer schematischen Anordnung und mit der Berücksichtigung der Bevölkerungsveränderungen nach dem Zweiten Weltkrieg vorbildlich. In besonderer Weise hat Maier sich auch um den damaligen Verein für Familien- und Wappenkunde in Württemberg und Baden e. V. verdient gemacht, weshalb dieser ihn auf seiner 40. Jahresversammlung 1963 zum Ehrenmitglied ernannte.

## Veröffentlichungen
- Die Eigentümer der beiden Schlößchen in Oberensingen. Die Besitzer vom Bau bis zur Gegenwart. In: Nürtinger Tagblatt vom 24./29.12.1944.
- Familienkundliche Quellen in Nürtingen. In: Genealogie und Heraldik 1, 1948/49, S. 129–131.
- Die Wohlhaupter, ein altes Nürtinger Drehergeschlecht. In: Nürtinger Zeitung vom 11. Juni 1949.
- Alte Grabsteine auf dem Nürtinger Friedhof. In: Nürtinger Kreisnachrichten vom 20. August 1949.
- Betrachtungen über Familienkunde. In: Heimatbuch des Kreises Nürtingen, Band I. Im Auftrag des Kreisverbands Nürtingen herausgegeben von Hans Schwenkel, Würzburg 1950, S. 500–504.
- Die Familien des Kreises Nürtingen In: Heimatbuch des Kreises Nürtingen, Band II. Im Auftrag des Kreisverbands Nürtingen herausgegeben von Hans Schwenkel, Würzburg 1953, S. 1303–1444.
- Württembergische Apotheker des 16./18. Jahrhunderts. Nürtinger und Kirchheimer Apotheker. In: Beiträge zur württembergischen Apothekengeschichte Band 2, Hrsg. von Armin Wankmüller, 1953, S. 16–19.
- Sindelfinger Familien. 188 Stammtafeln von 1500 - 1950. Verlag Adolf Röhm, Sindelfingen 1962.
- Familienkartei Dettingen unter Teck. Kopie und Zusammenstellung von Werner Gebhardt, Selbstverlag, Esslingen-Berkheim 1980.